# Olubayo Adefemi
Olubayo Adefemi (ur. 13 sierpnia 1985 w Lagos, zm. 18 kwietnia 2011 w Kawali) – nigeryjski piłkarz występujący na pozycji obrońcy, reprezentant Nigerii.

## Kariera klubowa
Adeleye jako junior grał w klubach Bendel Insurance i Delta Force. W 2004 roku wyjechał do Izraela, gdzie bronił barw takich klubów jak Hapoel Jerozolima, Hapoel Tel Awiw, Hakoah Amidar Ramat Gan i Hakoah Bnei Lod. Latem 2008 przeszedł do rumuńskiego Rapidu Bukareszt. W 2009 został piłkarzem austriackiego Rheindorf Altach, a potem francuskiego US Boulogne, skąd w 2010 trafił do greckiej Skody Ksanti. 18 kwietnia 2011 zginął w wypadku samochodowym na drodze do lotniska w Salonikach. Stamtąd planował polecieć do Nigerii, by sfinalizować sprawy związane ze ślubem.

## Kariera reprezentacyjna
W 2005 roku był uczestnikiem Mistrzostw Świata U-20. Wystąpił na nich w 5 spotkaniach (na 6 możliwych) strzelając 1 gola w półfinałowym meczu z Marokiem, a Nigeria wywalczyła 2. miejsce w turnieju, po porażce w finale z Argentyną U-20.
W 2008 roku Adeleye został powołany do kadry Nigerii U-23 na Letnie Igrzyska Olimpijskie. Zagrał na nich we wszystkich 5 meczach swojej drużyny strzelając 1 gola w półfinałowym meczu z Belgią, Nigeria zajęła 2. miejsce w turnieju, po porażce 0:1 w finale w Argentyną.
W kadrze seniorskiej zadebiutował 29 maja 2009 w zremisowanym 1:1 towarzyskim meczu z Irlandią.

## Sukcesy i odznaczenia

### Sukcesy klubowe
- zdobywca Pucharu Izraela: 2006

### Sukcesy reprezentacyjne
- wicemistrz Świata U-20: 2005
- srebrny medalista Letnich Igrzysk Olimpijskich: 2008